# The Three Musketeers (musical)
The Three Musketeers is een musical, geschreven door William Anthony McGuire, met liedteksten van Clifford Grey en P. G. Wodehouse en muziek van Rudolf Friml. Het stuk is gebaseerd op de klassieke roman uit 1844 van Alexandre Dumas. Het verhaal speelt zich af in Frankrijk en Engeland in 1626 en vertelt de avonturen van d'Artagnan, een jongeman die zijn thuis verlaat om musketier te worden. De drie mannen uit de titel zijn zijn vrienden Athos, Porthos en Aramis.
De originele productie op Broadway in 1928 en de uitvoering op West End in 1930, beide met Dennis King in de hoofdrol als d'Artagnan, waren succesvol. De grondig herziene Broadway-revival in 1984 was echter een flop.

## Verhaal
In het begin van de 17e eeuw reist de arme maar dappere d'Artagnan naar Parijs om zich bij de Musketiers (de lijfwacht van de koning) te voegen. Hij ontmoet Lady Constance Bonacieux, een hofdame van koningin Anna, en wordt verliefd op haar. Ondertussen komt kardinaal de Richelieu erachter dat de koningin een diamanten hartvormige broche, die ze cadeau gekregen had van de koning, aan de hertog van Buckingham gegeven heeft als teken van haar liefde. Richelieu stelt voor dat de koning aan de koningin vraagt om de broche te dragen tijdens een gepland koninklijk gala. Richelieu stuurt de graaf van Rochefort en Milady de Winter naar Londen om de edelsteen op te halen, die hij van plan is te tonen tijdens het gala om de koningin en haar ontrouw te ontmaskeren.
De koningin vraagt haar hofdame, Constance Bonacieux, om de Musketiers in te schakelen om het juweel zo snel mogelijk terug te brengen zodat ze het complot kan verijdelen. Maar wanneer de Musketiers Londen bereiken, zijn ze te laat: Lady de Winter is als eerste aangekomen. d’Artagnan gebruikt zijn verleidelijke charmes op Milady de Winter en steelt het juweel. Na een fel degengevecht doden de Musketiers de Rochefort en geraken ze net op tijd terug in Parijs om het juweel op het gala af te leveren. Koning Lodewijk bevestigt het aan de schouder van de koningin, net zoals hij deed toen hij het haar gaf.

## Producties

### Broadway (1928)

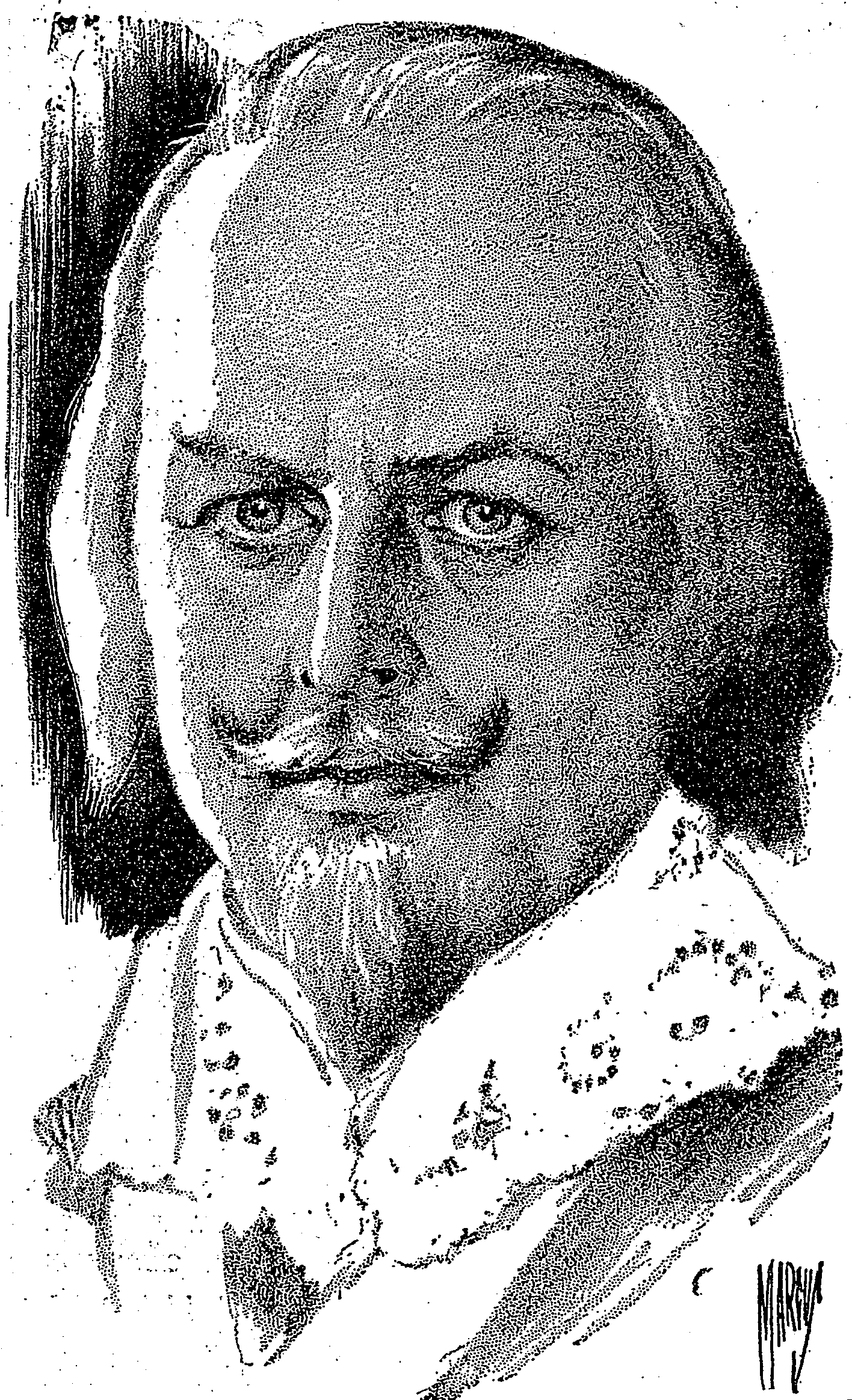
Reginald Owen als kardinaal Richelieu in The Three Musketeers (1928)

De originele Broadway-productie werd geproduceerd door Florenz Ziegfeld en geregisseerd door librettist McGuire. De choreografie was van Albertina Rasch. De musical ging op 13 maart 1928 in première in het Lyric Theatre en werd 318 keer opgevoerd. De cast bestond uit Dennis King als d'Artagnan, Douglass R. Dumbrille als Athos, Detmar Poppen als Porthos, Joseph Macaulay als Aramis, Clarence Derwent als Lodewijk XIII van Frankrijk, Vivienne Segal als Constance Bonacieux en Reginald Owen als kardinaal Richelieu.

### West End (1930)
Dennis King hernam zijn rol voor een West End-productie uit 1930 in het Theatre Royal, Drury Lane, die 242 keer werd opgevoerd. De cast bestond verder uit Marie Ney als Lady De Winter, Jerry Verno als Planchet, Webster Booth als de hertog van Buckingham en Arthur Wontner als kardinaal Richelieu.

### Broadway (1984)
Een heropvoering in 1984 met een nieuw boek van Mark Bramble werd geregisseerd door Tom O'Horgan, maar kort voor de opening werd O'Horgan vervangen door Joe Layton. De choreografie was van Lester Wilson. Na 15 voorvertoningen ging het stuk op 11 november in première in The Broadway Theatre. Het sloot na slechts 9 voorstellingen, ondanks een cast met onder meer Michael Praed als d'Artagnan, Chuck Wagner als Athos, Ron Taylor als Porthos, Brent Spiner als Aramis, Roy Brocksmith als Lodewijk XIII, Liz Callaway als Lady Constance Bonacieux, Marianne Tatum als Milady de Winter en Ed Dixon als kardinaal Richelieu. Tatum werd genomineerd voor de Drama Desk Award voor "beste vrouwelijke bijrol in een musical". De recensie in The New York Times was weinig lovend.

### Zuid-Korea (2010 en 2011)
Een Zuid-Koreaanse productie liep van 15 december 2010 tot medio januari 2011 met in de hoofdrollen Kyuhyun en Jay "Typhoon" Kim die afwisselend de rol van d'Artagnan vertolkten, samen met Dana Hong in de Chungmu Arts Hall in Seoul. Een andere productie liep van 3 november 2011 tot eind december 2011, met in de hoofdrollen Heo Young-saeng en Oh Won-bin die afwisselend de rol van d'Artagnan vertolkten.